# Hợp kim của sắt
Hợp kim của sắt hay còn gọi là hợp kim ferro  (tiếng Anh: ferroalloy) là các hợp kim của sắt hàm lượng cao kết hợp với một hoặc nhiều nguyên tố khác như silic, mangan, chromi, nhôm, nickel,.. Chúng được sử dụng trong sản xuất thép và hợp kim. Các hợp kim mang lại những phẩm chất đặc biệt cho thép và gang hoặc phục vụ các chức năng quan trọng trong quá trình sản xuất và do đó, có liên quan chặt chẽ với ngành công nghiệp luyện kim. 
Hợp kim sắt còn có một khái niệm mở rộng bao gồm hợp kim của một số nguyên tố không có sắt, đây là sản phẩm trung gian để tinh luyện hợp kim sắt (như thép) hoặc khử oxy của nước thép như silicocalci (CaSi).

## Các hợp kim tiêu biểu

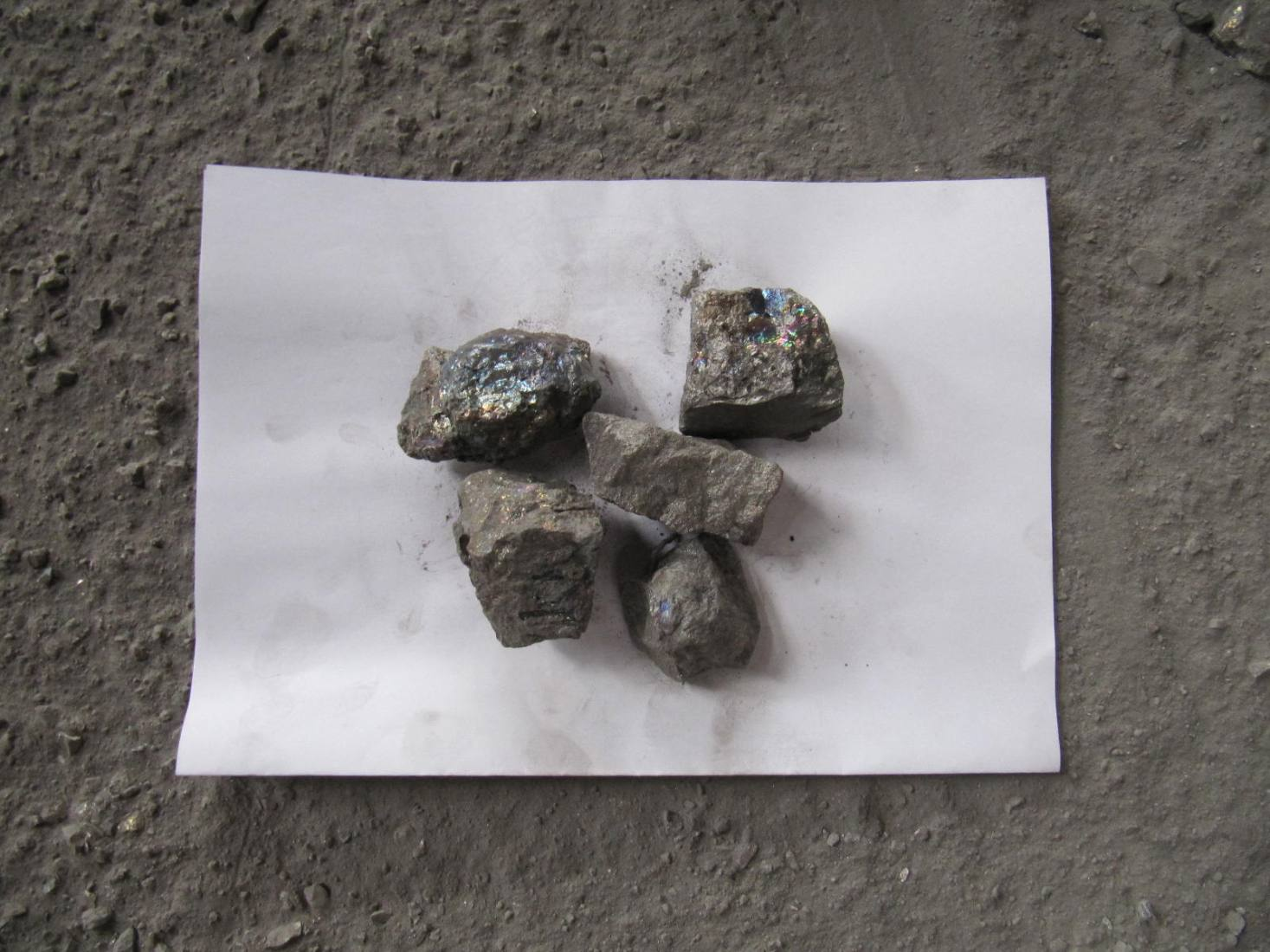
Một mẫu ferromangan, có công thức phân tử là FeMn

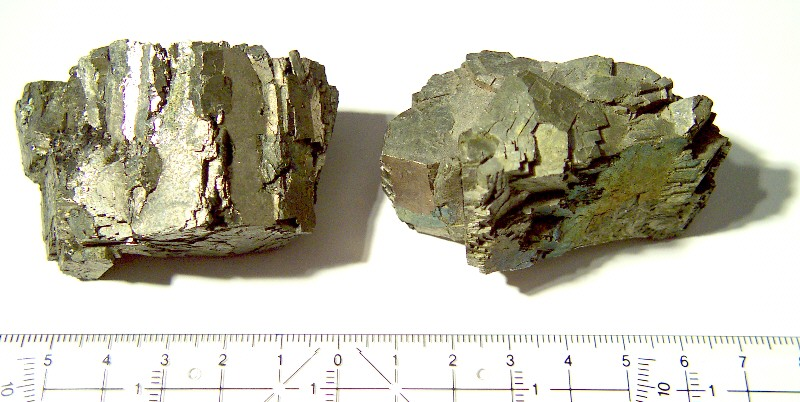
Một mẫu ferrovanadi, có công thức phân tử là FeV

Dưới đây là các hợp kim sắt điển hình:
- FeMn - ferromangan
- FeCr - ferrochromi
- FeMg - ferromagnesi
- FeMo - ferromolybden - min. 60% Mo, max. 1% Si, max. 0,5% Cu
- FeNi - ferronickel
- FeTi - Ferrotitani - 10..30-65..75% Ti, max. 5-6,5% Al, max. 1-4% Si
- FeV - ferrovanadi
- FeSi - ferrosilicon - 15-90% Si
- FeB - ferrobor - 12-20% bo, max. 3% of silic, max. 2% nhôm, max. 1% cacbon
- FeP - ferrophosphor
- FeCe - ferroceri
- FeNb - ferroniobi, có thể gọi ferrocolumbi
- FeW - ferrowolfram
- FeAl - ferro nhôm
- FeSiMg – ferro silic magnesi (với Mg từ 4 tới 25 %), còn đưgọi là nodulizer

## Sản xuất và quy trình

Sự phát triển của các loại hợp kim sắt và quy trình chế tạo

Các nhà sản xuất hợp kim sắt hàng đầu năm 2014 là Trung Quốc, Nam Phi, Ấn Độ, Nga và Kazakhstan, chiếm 84% sản lượng thế giới. Sản lượng hợp kim sắt sản xuất trên thế giới ước tính là 52,8 triệu tấn vào năm 2015.